# Cambefortantus
Cambefortantus är ett släkte av skalbaggar. Cambefortantus ingår i familjen bladhorningar.
Kladogram enligt Catalogue of Life:
| Cambefortantus | \| \| Cambefortantus ankaratrae \| \| \| \| \| \| Cambefortantus blanci \| \| \| \| \| \| Cambefortantus helenae \| \| \| \| \| \| Cambefortantus micros \| \| \| \| \| \| Cambefortantus myops \| \| \| \| \| \| Cambefortantus pauliani \| \| \| \| \| \| Cambefortantus ranomafanensis \| \| \| \| \| \| Cambefortantus ranomandryi \| \| \| \| |
|                | \| \| Cambefortantus ankaratrae \| \| \| \| \| \| Cambefortantus blanci \| \| \| \| \| \| Cambefortantus helenae \| \| \| \| \| \| Cambefortantus micros \| \| \| \| \| \| Cambefortantus myops \| \| \| \| \| \| Cambefortantus pauliani \| \| \| \| \| \| Cambefortantus ranomafanensis \| \| \| \| \| \| Cambefortantus ranomandryi \| \| \| \| |
|                | Cambefortantus ankaratrae |
|                | |
|                | Cambefortantus blanci |
|                | |
|                | Cambefortantus helenae |
|                | |
|                | Cambefortantus micros |
|                | |
|                | Cambefortantus myops |
|                | |
|                | Cambefortantus pauliani |
|                | |
|                | Cambefortantus ranomafanensis |
|                | |
|                | Cambefortantus ranomandryi |
|                | |